# Occidodiaptomus kummerloewei
Occidodiaptomus kummerloewei é uma espécie de crustáceo da família Diaptomidae.
É endémica da Turquia.